# Амбістомові
Амбістомові (Ambystomatidae) — родина земноводних підряду Salamandroidea ряду Хвостаті. Має 2 роди та 37 видів.

## Опис
Загальна довжина представників цього роду коливається від 10 до 38 см. У цих земноводних широка голова, маленькі очі, щільний тулуб з помітними костальними борознами, тонкі кінцівки і округлий в перетині хвіст. Багато видів забарвлені у яскраві кольори, відтінки з плямами (від синіх цяток до великих жовтих стрічок) на темному тілі.

## Спосіб життя
Представники цієї родини у дорослій стадії мешкають на суші, а личинкові стадії живуть лише у воді. Полюбляють лісову місцину, часто зустрічаються під листовою підстилкою, в норах, які риють самі або займають залишені іншими тваринами. Низка північних видів у норах зимують. Живуть поодинці і живляться безхребетними. До води дорослі особини повертаються тільки в короткий період розмноження, вибираючи для цього ті ж водойми, де свого часу з'явилися на світ.
Це яйцекладні земноводні. Є види, які відкладають ікру в порожнині на деревах, але і їх личинки вилуплюються тільки коли в цих порожнинах накопичується дощова вода. У багатьох видів личинки здатні до неотенічного розмноження. Личинки амбістом відомі під назвою аксолотль. Це дуже популярні тварини для утримання в акваріумах, тим більше, що в таких умовах вони ніколи не перетворюються у дорослу особину. Голова в аксолотля широка, сплощена. Характерною ознакою є великі зовнішні зябра. Природне забарвлення аксолотлів одноманітне. На хвості розвинені плавникові складка, що подовжується по спині у вигляді гребеня. Пальці на всіх кінцівках вільні, без перетинок.

## Розповсюдження
Мешкають у Північній та Центральній Америці.

## Роди
- Амбістома (Ambystoma)
- Dicamptodon